# Psaume 76 (75)

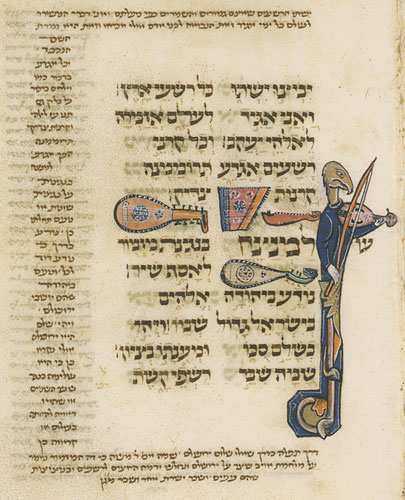
Psaume 76

Le psaume 76 (75 selon la numérotation grecque) est attribué à Asaph.

## Texte
| verset | original hébreu                                         | traduction française de Louis Segond | Vulgate latine |
| ------ | ------------------------------------------------------- | --- | --- |
| 1      | לַמְנַצֵּחַ בִּנְגִינֹת; מִזְמוֹר לְאָסָף שִׁיר                            | [Au chef des chantres. Avec instruments à cordes. Psaume d’Asaph. Cantique.]                                                                                 | [In finem in laudibus psalmus Asaph canticum ad Assyrium]                                                          |
| 2      | נוֹדָע בִּיהוּדָה אֱלֹהִים; בְּיִשְׂרָאֵל, גָּדוֹל שְׁמוֹ                     | Dieu est connu en Juda, son nom est grand en Israël. | Notus in judea Deus in Israhel magnum nomen eius                                                                   |
| 3      | וַיְהִי בְשָׁלֵם סוּכּוֹ; וּמְעוֹנָתוֹ בְצִיּוֹן                           | Sa tente est à Salem, et sa demeure à Sion. | Et factus est in pace locus eius et habitatio eius in Sion                                                         |
| 4      | שָׁמָּה, שִׁבַּר רִשְׁפֵי-קָשֶׁת; מָגֵן וְחֶרֶב וּמִלְחָמָה סֶלָה                  | C’est là qu’il a brisé les flèches, le bouclier, l’épée et les armes de guerre. [Pause]                                                                      | Ibi confregit potentias arcuum scutum et gladium et bellum [diapsalma]                                             |
| 5      | נָאוֹר, אַתָּה אַדִּיר-- מֵהַרְרֵי-טָרֶף                              | Tu es plus majestueux, plus puissant que les montagnes des ravisseurs.                                                                                       | Inluminas tu mirabiliter de montibus aeternis                                                                      |
| 6      | אֶשְׁתּוֹלְלוּ, אַבִּירֵי לֵב-- נָמוּ שְׁנָתָם;וְלֹא-מָצְאוּ כָל-אַנְשֵׁי-חַיִל יְדֵיהֶם | Ils ont été dépouillés, ces héros pleins de courage, ils se sont endormis de leur dernier sommeil ; ils n’ont pas su se défendre, tous ces vaillants hommes. | Turbati sunt omnes insipientes corde dormierunt somnum suum et nihil invenerunt omnes viri divitiarum manibus suis |
| 7      | מִגַּעֲרָתְךָ, אֱלֹהֵי יַעֲקֹב; נִרְדָּם, וְרֶכֶב וָסוּס                      | À ta menace, Dieu de Jacob ! Ils se sont endormis, cavaliers et chevaux.                                                                                     | Ab increpatione tua Deus Iacob dormitaverunt qui ascenderunt equos                                                 |
| 8      | אַתָּה, נוֹרָא אַתָּה--וּמִי-יַעֲמֹד לְפָנֶיךָ; מֵאָז אַפֶּךָ                  | Tu es redoutable, ô toi ! Qui peut te résister, quand ta colère éclate ?                                                                                     | Tu terribilis es et quis resistet tibi ex tunc ira tua                                                             |
| 9      | מִשָּׁמַיִם, הִשְׁמַעְתָּ דִּין; אֶרֶץ יָרְאָה וְשָׁקָטָה                        | Du haut des cieux tu as proclamé la sentence ; la terre effrayée s’est tenue tranquille,                                                                     | De caelo auditum fecisti iudicium terra timuit et quievit                                                          |
| 10     | בְּקוּם-לַמִּשְׁפָּט אֱלֹהִים-- לְהוֹשִׁיעַ כָּל-עַנְוֵי-אֶרֶץ סֶלָה               | lorsque Dieu s’est levé pour faire justice, pour sauver tous les malheureux de la terre. [Pause]                                                             | Cum exsurgeret in iudicium Deus ut salvos faceret omnes mansuetos terrae [diapsalma]                               |
| 11     | כִּי-חֲמַת אָדָם תּוֹדֶךָּ; שְׁאֵרִית חֵמֹת תַּחְגֹּר                         | L’homme te célèbre même dans sa fureur, quand tu te revêts de tout ton courroux.                                                                             | Quoniam cogitatio hominis confitebitur tibi et reliquiae cogitationis diem festum agent tibi                       |
| 12     | נִדְרוּ וְשַׁלְּמוּ, לַיהוָה אֱלֹהֵיכֶם: כָּל-סְבִיבָיו--יֹבִילוּ שַׁי, לַמּוֹרָא    | Faites des vœux à l’Éternel, votre Dieu, et accomplissez-les ! Que tous ceux qui l’environnent apportent des dons au Dieu terrible !                         | Vovete et reddite Domino Deo vestro omnes qui in circuitu eius adferent munera terribili                           |
| 13     | יִבְצֹר, רוּחַ נְגִידִים; נוֹרָא, לְמַלְכֵי-אָרֶץ                       | Il abat l’orgueil des princes, il est redoutable aux rois de la terre.                                                                                       | Et ei qui aufert spiritus principum terribili apud reges terrae                                                    |

## Usages liturgiques

### Dans le judaïsme
Le psaume 76 est récité le premier jour de souccot.

### Dans le christianisme

#### Chez les catholiques
Au VIe siècle, saint Benoît de Nursie choisit ce psaume pour sa célèbre règle de saint Benoît dans laquelle le psaume 76 (75) était exécuté lors de l'office aux laudes du vendredi (chapitre XIII). Toutefois, à la suite d'une modification tardive, ce psaume était chanté dans les offices de matines ainsi qu'aux laudes le vendredi, donc exceptionnellement deux fois. Auprès d'un certain nombre de monastères bénédictins, cette tradition est encore respectée.
Dans la liturgie des Heures actuelle, le psaume 76 est par ailleurs chanté ou récité à l’office du milieu du jour, le dimanche de la deuxième et de la quatrième semaine.

## Mise en musique
Marc-Antoine Charpentier a composé sur ce texte :
- "Notus in Judea Deus" H.179, pour 3 voix, 2 dessus instrumentaux, et basse continue,
- "Notus in Judea Deus" H.206, pour solistes, chœur, flûtes, cordes, et basse continue (date approximative 1690).